# Fontaine-Couverte
Fontaine-Couverte település Franciaországban, Mayenne megyében. Lakosainak száma 423 fő (2022. január 1.). Fontaine-Couverte Cuillé, Rannée, La Selle-Guerchaise, Ballots, Brains-sur-les-Marches, Gastines, La Roë és Saint-Michel-de-la-Roë községekkel határos.

## Népesség
A település népességének változása:
| Lakosok száma | 662  | 487  | 450  | 373  | 415  | 437  | 441  | 432  | 427  | 423  |
|               | 1968 | 1982 | 1990 | 2006 | 2013 | 2015 | 2017 | 2019 | 2020 | 2022 |